# Смит, Сидней Уигэм
Сидней Вигэм Смит (англ. Sydney Wigham Smith; 1866 — 1933) — австралийский архитектор из Мельбурна, руководитель фирмы «Сидни Смит, Огг и Серпелл».

## Биография
Смит был сыном Сары Энн Смит, урождённой Картер, и Сиднея Уильяма Смита, первого инженера дорожного совета Сент-Килда, начавшего свою собственную архитектурную практику в 1852 г.
После смерти отца Смит взял на себя его бизнес, и к нему присоединились Чарльз Альфред Огг в 1891 году и Чарльз Эдвард Серпелл в 1921 году, образовав компанию «Сидней Смит, Огг и Серпелл».

## Семья
Смит женился на Мод Элеоноре Вуд 22 мая 1891 г.. Их единственная дочь Дороти «Дофф» Смит (умерла 12 января 1934 г.) вышла замуж за Гарольда Блума Коулза 16 февраля 1921 г.
Смит проживал в доме на Эрскин-стрит, 1, Малверн, Виктория
Смит был братом (англиканца) преподобного Годфри Халл Смит (ок. 1859 — 28 июня 1938) — священник церкви Святого Филиппа в Сиднее и викарий в Айвенго ; Герберт Генри Смит MLC (умер в 1935 г.) и Клиффорд Дж. Смит из Армадейла, Виктория . Сестрами были Клэр Элизабет Смит, вышедшая замуж за Чарльза Энглберта Пропстинга в 1917 году; Сэди Смит, вышедшая замуж за Чарльза Форбса в 1914 году; К. Х. Смит и А. Е. Смит.

## Некоторые работы
Известные здания, спроектированные фирмой, включают:
- Католическая церковь Христа Царя;
- Магазины CM Read, Чапел-стрит, Прахран;
- Отель Citi Club, Коллинз-Стрит;
- Офисы Colonial Mutual Insurance, Коллинз-стрит;
- Дом Харли, Коллинз-стрит;
- John Danks & Son на Бурк-стрит;
- Лондон Инн, Маркет Стрит;
- Восточный отель, Коллинз-стрит;
- Здание администрации порта на Маркет-стрит, за которое в 1933 году они были награждены медалью Королевского Викторианского института архитекторов;
- несколько отделений Государственного сберегательного банка;
- Union Steamship Co., Уильям Стрит;
- Здания Виктории, Коллинз-стрит;
- Почтовое отделение Митчема, Митчем, Виктория (для Патрика Дж. Маркхэма, 1923 г.) [чертежи архитектора, хранящиеся в Историческом обществе Уайтхорса; доступно онлайн через Victorian Collections]

## Членство в организациях
Смит был членом следующих обществ и организаций:
- член Австралийского клуба и клуба Йорика, а также Королевского гольф-клуба Мельбурна.[2]
- почетный архитектор Мельбурнского приюта
- почетный архитектор Мельбурнского Атенеума и стал почетным пожизненным членом после того, как он превратил старый зал Атенеум в театр.
- директор Королевского гуманного общества Австралии
- член боулинг-клуба Armadale и команды, выигравшей чемпионат Австралии в Брисбене в 1914 году.
- чемпион по бильярду, как «Тоорак», выигравший турнир клуба Виктория.
- первый секретарь футбольного клуба Сент-Килда .[2]